# Благомир Митрев
Благомир Георгиев Митрев е бивш български футболист, дефанзивен полузащитник. Роден е на 28 май 1972 г. в Стара Загора. Висок е 176 см и тежи 72 кг.

## Кариера
Играл е за Берое и Нефтохимик. В А група има 300 мача и 30 гола. С отбора на Нефтохимик е вицешампион през 1997, финалист за купата на страната през през 2000 и носител на Купата на ПФЛ през 1996 и 1997 г. За купата на УЕФА е изиграл 6 мача за Нефтохимик. Има 4 мача за националния отбор и 8 мача за младежкия национален отбор. След приключване на кариерата си като футболист през 2005 г. е помощник-треньор на Нафтекс, През 2006 г. е и старши треньор на ПФК „Нафтекс“. През 2007 г. завършва успешно УЕФА Про Лиценз в НСА. От началото на август 2008 г. заема поста директор на детско-юношеската школа в Берое. През пролетта на 2011 г. е старши треньор на „Нефтохимик 1962“. През 2012 е Изпълнителен Директор на ПФК „Нефтохимик 1962“ Бургас. През 2013/2014 отново е Директор на Детско-юношеската школа на ПФК Берое-Стара Загора. От 2017 г. е Изпълнителен Директор на ПФК „Нефтохимик 1962“. През зимната пауза на 2018 г. поема тима на Верея (Стара Загора).

## Статистика по сезони
| Сезон    | Отбор      | Първенство | Мачове | Голове |
| -------- | ---------- | ---------- | ------ | ------ |
| 1990/91  | Берое      | А група    | 9      | 1      |
| 1991/92  | Берое      | А група    | 14     | 0      |
| 1992/93  | Берое      | А група    | 13     | 1      |
| 1993/94  | Берое      | А група    | 25     | 2      |
| 1994/95  | Берое      | А група    | 14     | 2      |
| 1995/96  | Нефтохимик | А група    | 19     | 2      |
| 1996/97  | Нефтохимик | А група    | 22     | 2      |
| 1997/98  | Нефтохимик | А група    | 25     | 2      |
| 1998/99  | Нефтохимик | А група    | 23     | 2      |
| 1999/00  | Нефтохимик | А група    | 21     | 2      |
| 2001/пр. | Нефтохимик | А група    | 4      | 0      |
| 2001/02  | Нефтохимик | А група    | 31     | 3      |
| 2002/03  | Нафтекс    | А група    | 21     | 2      |
| 2003/04  | Нафтекс    | А група    | 25     | 3      |
| 2004/05  | Нафтекс    | А група    | 19     | 2      |
| 2009/ес. | Нефтохимик | В група    | 3      | 0      |